# ويليام س. هاريس
ويليام س. هاريس (بالإنجليزية: William C. Harris)‏ هو مؤرخ عسكري أمريكي، ولد في 7 فبراير 1933.